# Plecotus sardus
Plecotus sardus là một loài động vật có vú trong họ Dơi muỗi, bộ Dơi. Loài này được Mucedda, Kiefer, Pidinchedda, & Veith mô tả năm 2002.